# Bacajaquía
Bacajaquía är en ort i Mexiko.   Den ligger i kommunen Etchojoa och delstaten Sonora, i den västra delen av landet, 1 400 km nordväst om huvudstaden Mexico City. Bacajaquía ligger 18 meter över havet och antalet invånare är 422.
Terrängen runt Bacajaquía är mycket platt. Runt Bacajaquía är det ganska glesbefolkat, med 34 invånare per kvadratkilometer. Närmaste större samhälle är Bacobampo, 10,2 km söder om Bacajaquía. Trakten runt Bacajaquía består till största delen av jordbruksmark.